# بحري كايا
بحري كايا (بالتركية: Bahri Kaya)‏ هو لاعب كرة قدم ومدرب كرة قدم تركي في مركز الهجوم، ولد في 10 يونيو 1957 في طرابزون في تركيا. لعب مع نادي فنربخشة ونادي وفاء.

## وصلات خارجية
- بحري كايا على موقع اتحاد تركيا (مدرب) (الإنجليزية)
- بحري كايا على موقع قاعدة بيانات كرة القدم.إي يو (الإنجليزية)